# 乙女学院
乙女学院（おとめがくいん）は、2004年（平成16年）から小学館が開催しているグラビアアイドル企画。旧称は「YS乙女学院」。

## 概要
当初は『週刊ヤングサンデー (YS) 』誌上において「YS乙女学院」として行なわれており、雑誌の発売に合わせグラビアアイドルを3 - 6人を選抜し、基本線として学校生活をなぞらえながら時に時事ネタを含んだコンセプトのグラビアを発表していた。
2006年（平成18年度）4月期より実際の学校生活に合わせ、各学期ごとの読者投票式オーディションとなった。
2007年（平成19年）には週刊ヤングサンデー創刊20周年企画として、サイバーエージェント運営のレンタルブログサイト「アメーバブログ」とコラボレーションし、「ミスYS・アメブロ乙女学院」という期間限定オーディション企画をスタート。
2008年（平成20年）7月の『YS』休刊後はWeb主体となり、「ヤングサンデービジュアルウェブ」（『YS』のグラビアサイト）の後進、「ビジュアルウェブS」と連動している。

## メンバー一覧
ミスコン以前にメンバーとなったものには通し番号が与えられている。
- 純白組（2004年11月4日 - ）五ノ井ひかり、斉藤友以乃、相澤仁美
- 聖夜（イヴ）組（2004年12月24日 - ）時見愛子、吉用由美、山崎綾乃、西田奈津美
- 優等組（2005年1月20日 - ）小泉瑠美、滝ありさ、多岐川華子、こばやしまり
- 純愛（ラブ）組（2005年2月17日 - ）永岡真実、溝口麻衣、芹澤まこ、金井アヤ
- 想出（おもいで）組（2005年3月17日 - ）森望美、佐藤麻紗、杏野はるな、福永ちな
- 清潔組（2005年4月21日 - ）小松愛、吉川美智、早美あい、長谷川加奈
- 開脚組（2005年5月26日 - ）いずみさえか、佐藤さやか、上原千明、佐川美琴
- 綺羅2（キラキラ）組（2005年6月30日 - ） 長崎莉奈、鈴木なお、元木あき、庄畑実恵
- 撫子（なでしこ）組（2005年7月14日 - ）田中みくる、近藤しづか、小倉遥、福留佑子
- 湯けむり合宿（2005年8月11日 - ）相澤仁美、佐藤麻紗、滝ありさ、西田奈津美、元木あき
- 林間（りんかん）組（2005年9月22日 - ）松山まみ、橋本彩、次原かな、中沢悠里亜
- 読書組（2005年10月27日 - ）朝倉愛理、いとうあこ、戸田れい、小島祥子
- 風紀組ミニスカポリススペシャル（2005年11月24日 - ）松嶋初音、芹澤まこ、石嶋香織、平野由希、河野りこ、可愛きょうこ
- 忘年（パーティー）組（2005年12月8日 - ）石田しおり、水本しずか、三井麻由、五藤真愛
- 五輪（オリンピック）組（2006年1月19日 - ）すずき夢乃、手嶋ゆう、古谷香織、渡辺未優
- 告白組（2006年2月8日 - ）土屋愛実、初音ひさみ、伊藤百合南
- 飛翔組（2006年3月9日 - ）小嶋じゅん、西村風由子、丹野友美、川元由香

### ミスコンテスト
| 回 | 年              | ミスYS乙女学院                                                                          | エントリーメンバー |
| -- | --------------- | --------------------------------------------------------------------------------------- | --- |
| 1  | 平成18年度1学期 | 大友さゆり （1学期-06）                                                                 | 杉本有美（1学期-01）、末永佳子（1学期-02） 榎並沙知（1学期-03）、広瀬優（1学期-04）、奥井清香（1学期-05） 小澤絵理菜（1学期-07）、稲垣実花（1学期-08）、灘坂舞（1学期-09） 倉橋沙由梨（1学期-10）、後藤ゆいき（1学期-11）、しほの涼（1学期-12）                         |
| 2  | 平成18年度2学期 | 西田麻衣 （2学期-11）                                                                   | 渡辺香苗（2学期-01）、藤田咲〔現：谷桃子〕（2学期-02）、茜ゆりか（2学期-03） 堀井沙織（2学期-04）、谷亜里咲（2学期-05）、坂本りおん（2学期-06） 辰巳奈都子（2学期-07）、今泉麗香（2学期-08）、芹澤季奈（2学期-09） 村上愛里（2学期-10）、山口美羽（2学期-12）           |
| 3  | 平成18年度3学期 | 坂田彩 （3学期-05）                                                                     | 倉内沙莉（3学期-01）、黒田としえ（3学期-02）、 佐々木亜弥（3学期-03）、小田あさ美（3学期-04）、南結衣（3学期-06） 舞（3学期-07）、優木美咲（3学期-08）、林未紀（3学期-09） 高田恵梨子（3学期-10）、荒井香里（3学期-11）                                                 |
| 4  | 2007年度        | グランプリ：鎌田奈津美 (04) 準グランプリ：富樫あずさ (02) 準グランプリ：鈴木礼央奈 (01) | 大島みづき (03)、石川沙織 (05)、鈴木梨乃 (06) 吉野ももみ (07)、森下芽衣 (08)、森本ゆうこ (09) 藤井玲奈 (10)、松川マミヤ (11)、永瀬麻帆 (12) |
| 5  | 2008年度        | グランプリ：三原勇希 (02)                                                               | 沢菜々子 (01)、相田美咲 (03)、坂本こゆき (04) 金原あすか (05)、岡本みづき (06)、重盛さと美 (07) 朝倉みかん (08)、柚希まゆ (09)、吉川まりあ (10)、河崎晴美 (11) |
| 6  | 2009年度        |                                                                                         | 井上胡桃、滝川綾、吉川さおり、伊藤桃 有川知里、なえなんＺ（高原なえ）、白川桃、白澤まゆか 原愛実、守永真彩、福見真紀、青山りか、村上友梨 |
| 7  | 2010年度        |                                                                                         | 《2010年1-3月入学生》 藍谷莉穂、桐山瑠衣、礒部希帆 《2010年4-8月入学生：ミス乙女学院ピーチ候補生》 新実菜々子、春野恵、山下奈々香、多々良樹未、東江日香理 《2010年10-2011年2月入学生：ミス乙女学院アップル候補生》 中島もも、篠宮あいり、高宮優南、土岐麻梨子、倉岡生夏 |
| 8  | 2011年度        |                                                                                         | 鈴木ふみ奈、椎名遊莉、しづか、桜井えれな 千葉夏実、涼本めぐみ、葉月ゆめ、稲葉すみれ 平山藍里、酒井蘭、今野杏南、あがりえひかり、中島もも |
| 9  | 2012年度        |                                                                                         | 葵さやか、黒田万結花、白石みずほ、成実美香 高杉果那、さいとう光恵、鷹羽澪、文月希 小島麻友美、前田光璃、池田ショコラ、神谷えりな |
| 10 | 2013年度        |                                                                                         | 愛沢新菜、平野聡子、桜ハナ、誉田みに 清水みさと、藤森望、吉田ゆい、浜田由梨 木村葵、石川あんな、青山ひかる、天木じゅん |
| 11 | 2014年度        |                                                                                         | 片岡沙耶、二ノ宮桃、明莉、池田愛恵里 葉月（瀬名葉月）、白田ありさ、和地つかさ、和泉美沙希 大蔵愛、仲倉静香、芹沢潤、橘花凛 |
| 12 | 2015年度        |                                                                                         | 椎名香奈江、萌木七海、菜乃花、為近あんな 片瀬美月、紺野栞、中村真理、夏江美優 福森つかさ、南条るい、松本菜奈実、宮本彩希 |
| 13 | 2016年度        |                                                                                         | 笹井りこ、琴子、羽月りっか、小澤らいむ 奥崎優茉、橋本梨菜、小島みゆ、稀水こはく うさまりあ、小阪貴恵、葉月佐和、本郷杏奈 |

- コンテスト参加者ではないが2007年度生徒
  - 七瀬あずみ、松山メアリ、外岡えりか、鮎川のどか、綾瀬まこ、大沢友里江、神田茉里奈、泉はるか、桜井梢、岩田麻衣、一宮里菜、南まりか、坂本こゆき、松本夏空、種田ちえり、星井愛美、朝倉みかん、工藤菜緒、網倉めみ、一戸愛子、加藤沙耶香、田中優子、彩木里紗、岡本果奈美、筒井美香、雨坪春菜、柚希まゆ、高崎愛梨